# Bianzano
Bianzano (lombardul: Biensà) település Olaszországban, Lombardia régióban, Bergamo megyében. Lakosainak száma 611 fő (2023. január 1.). Bianzano Cene, Gaverina Terme, Spinone al Lago, Casazza, Leffe, Peia és Ranzanico községekkel határos.

## Népesség
A település népességének változása:
| Lakosok száma | 622  | 610  | 611  |
|               | 2017 | 2018 | 2023 |